# Trichopteryx divisa
Trichopteryx divisa là một loài bướm đêm trong họ Geometridae.